# مذبحة بار
مذبحة بار هي حادثة مقتل عدد غير واضح من الأشخاص معظمهم من الألبان مناصري كوسوفو اليوغسلافية في أواخر آذار أو بداية نيسان عام 1945 في بار، وهي بلدية في جمهورية الجبل الأسود في نهاية الحرب العالمية الثانية.

## المذبحة
بحلول عام 1942 أصبحت مدينة بار موطناً للعديد من الصرب ولاجئين آخرين أجبروا على الهروب من كوسوفو والتخلص من العنف الذي تمارسه الوحدات الألبانية. انضم العديد من هؤلاء للقوات الموالية ومارسوا أنشطتهم في بار.
كان الضحايا مجندين ألبان من كوسوفو تم الضغط عليهم من قبل الموالين اليوغوسلافيين للخدمة في القوات. تم تجميع هؤلاء الرجال لاحقاً في بريزرين وساروا على الأقدام في ثلاثة طوابير إلى بار، حيث كان من المفترض أن يتلقوا تدريباً قصيراً ثم يبعثوا إلى الجبهة. اتخذت المسيرة السلاسل الجبلية الوعرة في كوسوفو والجبل الأسود طريقاً لها للوصول إلى وجهتها. عند الوصول قال سكان محليون إن هؤلاء الرجال الذين مشوا مسافة معتبرة كانوا «مرهقين» و«في ضيق». تجمع طابور الرجال الذي امتد كيلومترات قليلة لاحقاً على بارسكو بوليي. في نقطة معينة، هاجم واحد من الألبان في الطابور ضابطاً يوغوسلافيا يدعى بوجا دابانوفيتشا. بعدها بوقت قصير ألقى أحد من الطابور قنبلة مهربة على قائد اللواء. أدى ذلك إلى خلق حالة رعب في صفوف الموالاة.
ثم أطلق الحراس الذين يراقبون المجندين النار على الحشد، مما أدى إلى مقتل العديد واضطرار الناجين للهروب إلى الجبال المحيطة. على صعيد آخر، تم اقتياد عدة مئات من الألبان إلى نفق قرب بار تم إغلاقه لاحقاً بحيث يختنق جميع من كان محاصراً داخل النفق.
قدرت مصادر يوغوسلافية عدد الضحايا ب400، بينما قدرت مصادر ألبانية العدد ب2000 قتلوا في بار فقط. وفقا للمؤرخة الكرواتية لوبيتسا ستيفان، قتلت الموالاة 1600 ألباني في بار بتاريخ 1 نيسان بعد حادثة عند نافورة. وأيضاً هناك تقارير تدعي أنه كان هنالك أولاد صغار ضمن الضحايا. شهدت مصادر أخرى بأن عمليات القتل بدأت في الطريق ودون سبب واضح، وتم دعم هذا الادعاء بشهادة زوي ثيميلي في محاكمته عام 1949. كان تيميلي متعاوناً يعمل مسؤولاً رسمياً في السيغوريمي (الشرطة الألبانية السرية). بعد المذبحة مباشرة، قام النظام اليوغوسلافي الشيوعي بإغلاق الموقع تماماً بالإسمنت، وتم بناء مطار فوق المقبرة الجماعية.